# Élections municipales de 2017 dans Le Val-Saint-François
 (signalé en août 2025).
Si vous disposez d'ouvrages ou d'articles de référence ou si vous connaissez des sites web de qualité traitant du thème abordé ici, merci de compléter l'article en donnant les références utiles à sa vérifiabilité et en les liant à la section « Notes et références ».
- Archive Wikiwix
- Bing
- Cairn
- DuckDuckGo
- E. Universalis
- Gallica
- Google
- G. Books
- G. News
- G. Scholar
- Persée
- Qwant
- (zh) Baidu
- (ru) Yandex
- (wd) trouver des œuvres sur Wikidata

Pour un article plus général, voir Élections municipales de 2017 en Estrie.
Cet article concerne les élections municipales de 2017 en Estrie dans la municipalité régionale de comté de Le Val-Saint-François.

## Bonsecours
| Candidats pour la mairie                 | Vote | %     |
| ---------------------------------------- | ---- | ----- |
| Jacques David (Sortant d'un autre poste) | 189  | 60,38 |
| Fernand R. Plante                        | 124  | 39,62 |
| Taux de participation : 59,7 %           |      |       |

| Candidats conseiller #1 | Vote            | %               |
| ----------------------- | --------------- | --------------- |
| Steve Arès              | Sans opposition | Sans opposition |

| Candidats conseiller #2    | Vote            | %               |
| -------------------------- | --------------- | --------------- |
| Bastien Lefebvre (Sortant) | Sans opposition | Sans opposition |

| Candidats conseiller #3 | Vote            | %               |
| ----------------------- | --------------- | --------------- |
| Mario Martin            | Sans opposition | Sans opposition |

| Candidats conseiller #4 | Vote            | %               |
| ----------------------- | --------------- | --------------- |
| André Leduc             | Sans opposition | Sans opposition |

| Candidats conseiller #5      | Vote | %     |
| ---------------------------- | ---- | ----- |
| Jocelyn Tessier              | 164  | 52,56 |
| Joan Frances Tuck (Sortante) | 148  | 47,44 |

| Candidats conseiller #6 | Vote            | %               |
| ----------------------- | --------------- | --------------- |
| Alex Bouthillette       | Sans opposition | Sans opposition |

## Cleveland
| Candidats pour la mairie       | Vote | %     |
| ------------------------------ | ---- | ----- |
| Herman Herbers (Sortant)       | 612  | 73,19 |
| Pierre Grandmont               | 216  | 26,09 |
| Taux de participation : 62,5 % |      |       |

| Candidats district #1                     | Vote | %     |
| ----------------------------------------- | ---- | ----- |
| Gerald Badger (Sortante d'un autre poste) | 76   | 69,72 |
| Nicole Tremblay                           | 33   | 30,28 |

| Candidats district #2 | Vote            | %               |
| --------------------- | --------------- | --------------- |
| Fernand Leclerc       | Sans opposition | Sans opposition |

| Candidats district #3   | Vote | %     |
| ----------------------- | ---- | ----- |
| Éric Courteau (Sortant) | 148  | 84,09 |
| Evelyne Godon           | 28   | 15,91 |

| Candidats district #4       | Vote | %     |
| --------------------------- | ---- | ----- |
| Johnny Vander Wal (Sortant) | 73   | 57,03 |
| Serge Ouellette             | 45   | 35,16 |
| Luc Duperron                | 10   | 7,81  |

| Candidats district #5    | Vote | %     |
| ------------------------ | ---- | ----- |
| Sylvie Giroux (Sortante) | 106  | 65,43 |
| Denis Auclair            | 56   | 34,57 |

| Candidats district #6    | Vote | %     |
| ------------------------ | ---- | ----- |
| Charles Brochu           | 74   | 60,16 |
| Claude Gendron (Sortant) | 49   | 39,84 |

## Kingsbury
| Candidats pour la mairie                    | Vote            | %               |
| ------------------------------------------- | --------------- | --------------- |
| Martha Hervieux (Sortante d'un autre poste) | Sans opposition | Sans opposition |

| Candidats conseiller #1 | Vote | % |
| ----------------------- | ---- | - |
| Aucune candidature      |      |   |

| Candidats conseiller #2 | Vote | % |
| ----------------------- | ---- | - |
| Aucune candidature      |      |   |

| Candidats conseiller #3 | Vote            | %               |
| ----------------------- | --------------- | --------------- |
| Pierre Bail (Sortant)   | Sans opposition | Sans opposition |

| Candidats conseiller #4    | Vote            | %               |
| -------------------------- | --------------- | --------------- |
| Michel Thibeault (Sortant) | Sans opposition | Sans opposition |

| Candidats conseiller #5 | Vote            | %               |
| ----------------------- | --------------- | --------------- |
| Marc Saumier (Sortant)  | Sans opposition | Sans opposition |

| Candidats conseiller #6  | Vote            | %               |
| ------------------------ | --------------- | --------------- |
| Claude Mailhot (Sortant) | Sans opposition | Sans opposition |

## Lawrenceville
| Candidats pour la mairie                | Vote            | %               |
| --------------------------------------- | --------------- | --------------- |
| Derek Grilli (Sortant d'un autre poste) | Sans opposition | Sans opposition |

| Candidats conseiller #1 | Vote            | %               |
| ----------------------- | --------------- | --------------- |
| Jonathan Héroux         | Sans opposition | Sans opposition |

| Candidats conseiller #2 | Vote            | %               |
| ----------------------- | --------------- | --------------- |
| Éric Bossé (Sortant)    | Sans opposition | Sans opposition |

| Candidats conseiller #3  | Vote            | %               |
| ------------------------ | --------------- | --------------- |
| Claude Jeanson (Sortant) | Sans opposition | Sans opposition |

| Candidats conseiller #4 | Vote | %     |
| ----------------------- | ---- | ----- |
| Valérie Fontaine Martin | 138  | 63,59 |
| Anthony Paquette        | 79   | 36,41 |

| Candidats conseiller #5 | Vote            | %               |
| ----------------------- | --------------- | --------------- |
| Réal Delorme            | Sans opposition | Sans opposition |

| Candidats conseiller #6 | Vote            | %               |
| ----------------------- | --------------- | --------------- |
| Annie Dussault          | Sans opposition | Sans opposition |

## Maricourt
| Candidats pour la mairie | Vote            | %               |
| ------------------------ | --------------- | --------------- |
| Robert Ledoux (Sortant)  | Sans opposition | Sans opposition |

| Candidats conseiller #1 | Vote | %     |
| ----------------------- | ---- | ----- |
| Silvie Hill (Sortante)  | 97   | 69,29 |
| Isabelle Plante         | 43   | 30,71 |

| Candidats conseiller #2  | Vote            | %               |
| ------------------------ | --------------- | --------------- |
| Serge Turcotte (Sortant) | Sans opposition | Sans opposition |

| Candidats conseiller #3     | Vote | %     |
| --------------------------- | ---- | ----- |
| Alexandre Tessier (Sortant) | 104  | 74,82 |
| Éric Steingue               | 35   | 25,18 |

| Candidats conseiller #4 | Vote            | %               |
| ----------------------- | --------------- | --------------- |
| Léo Dandurand           | Sans opposition | Sans opposition |

| Candidats conseiller #5    | Vote            | %               |
| -------------------------- | --------------- | --------------- |
| Gilles Desmarais (Sortant) | Sans opposition | Sans opposition |

| Candidats conseiller #6 | Vote            | %               |
| ----------------------- | --------------- | --------------- |
| Michael Selby (Sortant) | Sans opposition | Sans opposition |

## Melbourne
| Candidats pour la mairie | Vote            | %               |
| ------------------------ | --------------- | --------------- |
| James Johnston (Sortant) | Sans opposition | Sans opposition |

| Candidats conseiller #1 | Vote            | %               |
| ----------------------- | --------------- | --------------- |
| Lois Miller (Sortante)  | Sans opposition | Sans opposition |

| Candidats conseiller #2 | Vote | %     |
| ----------------------- | ---- | ----- |
| Douglas Morrison        | 234  | 60,62 |
| André Poirier (Sortant) | 152  | 39,38 |

| Candidats conseiller #3   | Vote            | %               |
| ------------------------- | --------------- | --------------- |
| Jeffrey Garrett (Sortant) | Sans opposition | Sans opposition |

| Candidats conseiller #4   | Vote            | %               |
| ------------------------- | --------------- | --------------- |
| Simon Langeveld (Sortant) | Sans opposition | Sans opposition |

| Candidats conseiller #5   | Vote            | %               |
| ------------------------- | --------------- | --------------- |
| Raymond Fortier (Sortant) | Sans opposition | Sans opposition |

| Candidats conseiller #6     | Vote | %     |
| --------------------------- | ---- | ----- |
| Daniel Enright              | 201  | 50,50 |
| Valérie Guénette (Sortante) | 197  | 49,50 |

## Racine
| Candidats pour la mairie                   | Vote            | %               |
| ------------------------------------------ | --------------- | --------------- |
| Christian Massé (Sortant d'un autre poste) | Sans opposition | Sans opposition |

| Candidats district #1 | Vote            | %               |
| --------------------- | --------------- | --------------- |
| Nicolas Turcotte      | Sans opposition | Sans opposition |

| Candidats district #2 | Vote            | %               |
| --------------------- | --------------- | --------------- |
| Mario Côté (Sortant)  | Sans opposition | Sans opposition |

| Candidats district #3 | Vote            | %               |
| --------------------- | --------------- | --------------- |
| André Courtemanche    | Sans opposition | Sans opposition |

| Candidats district #4     | Vote            | %               |
| ------------------------- | --------------- | --------------- |
| Lorraine Denis (Sortante) | Sans opposition | Sans opposition |

| Candidats district #5     | Vote            | %               |
| ------------------------- | --------------- | --------------- |
| Adrien Steudler (Sortant) | Sans opposition | Sans opposition |

| Candidats district #6       | Vote            | %               |
| --------------------------- | --------------- | --------------- |
| Nathalie Lemelin (Sortante) | Sans opposition | Sans opposition |

## Richmond
| Bertrand Ménard                            | 576 | 40,62 |
| Pierre Grégoire (Sortant d'un autre poste) | 475 | 33,50 |
| Hélène Toussignant                         | 367 | 25,88 |
| Taux de participation : 54,9 %             |     |       |

| Candidats district #1      | Vote | %     |
| -------------------------- | ---- | ----- |
| Charles Mallette (Sortant) | 137  | 59,05 |
| Guy Ouellet                | 95   | 40,95 |

| Candidats district #2     | Vote | %     |
| ------------------------- | ---- | ----- |
| Gérard Tremblay (Sortant) | 178  | 69,26 |
| Jeannette Comeau Charland | 79   | 30,74 |

| Candidats district #3  | Vote | %     |
| ---------------------- | ---- | ----- |
| Cathy Varnier-Cloutier | 150  | 53,96 |
| Robert (Tibi) Drouin   | 128  | 46,04 |

| Candidats district #4 | Vote | %     |
| --------------------- | ---- | ----- |
| Guy Boutin (Sortant)  | 112  | 56,28 |
| Bernard Moreau        | 87   | 43,72 |

| Candidats district #5      | Vote            | %               |
| -------------------------- | --------------- | --------------- |
| Céline Bourbeau (Sortante) | Sans opposition | Sans opposition |

| Candidats district #6 | Vote | %     |
| --------------------- | ---- | ----- |
| Clifford Lancaster    | 105  | 58,99 |
| André Arsenault       | 73   | 41,01 |

## Saint-Claude
| Candidats pour la mairie   | Vote            | %               |
| -------------------------- | --------------- | --------------- |
| Hervé Provencher (Sortant) | Sans opposition | Sans opposition |

| Candidats district #1 | Vote | %     |
| --------------------- | ---- | ----- |
| Jocelyn Milette       | 55   | 79,71 |
| Eloi Provost          | 14   | 20,29 |

| Candidats district #2                           | Vote            | %               |
| ----------------------------------------------- | --------------- | --------------- |
| Étienne Hudon-Gagnon (Sortant d'un autre poste) | Sans opposition | Sans opposition |

| Candidats district #3 | Vote            | %               |
| --------------------- | --------------- | --------------- |
| Yves Gagnon (Sortant) | Sans opposition | Sans opposition |

| Candidats district #4                     | Vote            | %               |
| ----------------------------------------- | --------------- | --------------- |
| Marco Scrosati (Sortant d'un autre poste) | Sans opposition | Sans opposition |

| Candidats district #5   | Vote            | %               |
| ----------------------- | --------------- | --------------- |
| Yvon Therrien (Sortant) | Sans opposition | Sans opposition |

| Candidats district #6 | Vote            | %               |
| --------------------- | --------------- | --------------- |
| Lucie Coderre         | Sans opposition | Sans opposition |

## Saint-Denis-de-Brompton
| Candidats pour la mairie      | Vote            | %               |
| ----------------------------- | --------------- | --------------- |
| Jean-Luc Beauchemin (Sortant) | Sans opposition | Sans opposition |

| Candidats district Lac Brompton (1) | Vote | %     |
| ----------------------------------- | ---- | ----- |
| Guy Corriveau                       | 123  | 66,13 |
| Steve Lemieux                       | 63   | 33,87 |

| Candidats district Lac Desmarais et Petit Lac Brompton (2) | Vote | %     |
| ---------------------------------------------------------- | ---- | ----- |
| André Filteau (Sortant)                                    | 121  | 53,78 |
| Roger Hervieux                                             | 104  | 46,22 |

| Candidats district Lac Montjoie (3) | Vote            | %               |
| ----------------------------------- | --------------- | --------------- |
| Carole Tardif                       | Sans opposition | Sans opposition |

| Candidats district Village (4) | Vote            | %               |
| ------------------------------ | --------------- | --------------- |
| Pierre Rhéaume (Sortant)       | Sans opposition | Sans opposition |

| Candidats district Rural Nord (5) | Vote            | %               |
| --------------------------------- | --------------- | --------------- |
| Jean-Sébastien Béliveau           | Sans opposition | Sans opposition |

| Candidats district Rural Sud (6) | Vote            | %               |
| -------------------------------- | --------------- | --------------- |
| Jean-Guy Emond                   | Sans opposition | Sans opposition |

## Saint-François-Xavier-de-Brompton
| Gérard Messier (Sortant d'un autre poste) | 625 | 73,44 |
| Renald Lapierre                           | 226 | 26,56 |
| Taux de participation : 47,1 %            |     |       |

| Candidats district #1                       | Vote | %     |
| ------------------------------------------- | ---- | ----- |
| Yvon Larochelle (Sortante d'un autre poste) | 69   | 43,67 |
| Bernard Roy                                 | 65   | 41,14 |
| Marc Vigneux                                | 24   | 15,19 |

| Candidats district #2 | Vote            | %               |
| --------------------- | --------------- | --------------- |
| Claude Paulin         | Sans opposition | Sans opposition |

| Candidats district #3   | Vote            | %               |
| ----------------------- | --------------- | --------------- |
| Adam Rousseau (Sortant) | Sans opposition | Sans opposition |

| Candidats district #4 | Vote            | %               |
| --------------------- | --------------- | --------------- |
| Alexandre Roy         | Sans opposition | Sans opposition |

| Candidats district #5     | Vote | %     |
| ------------------------- | ---- | ----- |
| Michel Frappier (Sortant) | 116  | 66,29 |
| Mathieu Grenier           | 59   | 33,71 |

| Candidats district #6 | Vote | %     |
| --------------------- | ---- | ----- |
| Antoine Simard-Lebrun | 100  | 63,69 |
| Simon Jolin           | 57   | 36,31 |

## Sainte-Anne-de-la-Rochelle
| Candidats pour la mairie | Vote            | %               |
| ------------------------ | --------------- | --------------- |
| Louis Coutu (Sortant)    | Sans opposition | Sans opposition |

| Candidats conseiller #1 | Vote | %     |
| ----------------------- | ---- | ----- |
| Pascal Gonnin           | 183  | 70,38 |
| Nancy Gaouette          | 77   | 29,62 |

| Candidats conseiller #2 | Vote            | %               |
| ----------------------- | --------------- | --------------- |
| Denis Vel (Sortant)     | Sans opposition | Sans opposition |

| Candidats conseiller #3 | Vote            | %               |
| ----------------------- | --------------- | --------------- |
| Jacques Bergeron        | Sans opposition | Sans opposition |

| Candidats conseiller #4                      | Vote | %     |
| -------------------------------------------- | ---- | ----- |
| Réal Vel (Sortant)                           | 144  | 55,38 |
| Maurice Boudreau (Sortante d'un autre poste) | 116  | 44,62 |

| Candidats conseiller #5 | Vote            | %               |
| ----------------------- | --------------- | --------------- |
| Paul Henri Arès         | Sans opposition | Sans opposition |

| Candidats conseiller #6 | Vote | %     |
| ----------------------- | ---- | ----- |
| Jean-Pierre Brien       | 190  | 73,08 |
| Clément Marois          | 70   | 26,93 |

## Stoke
| Candidats pour la mairie | Vote            | %               |
| ------------------------ | --------------- | --------------- |
| Luc Cayer (Sortant)      | Sans opposition | Sans opposition |

| Candidats conseiller #1 | Vote            | %               |
| ----------------------- | --------------- | --------------- |
| Mélissa Théberge        | Sans opposition | Sans opposition |

| Candidats conseiller #2  | Vote            | %               |
| ------------------------ | --------------- | --------------- |
| Sylvain Chabot (Sortant) | Sans opposition | Sans opposition |

| Candidats conseiller #3   | Vote            | %               |
| ------------------------- | --------------- | --------------- |
| Steeves Mathieu (Sortant) | Sans opposition | Sans opposition |

| Candidats conseiller #4   | Vote            | %               |
| ------------------------- | --------------- | --------------- |
| Lucie Gauthier (Sortante) | Sans opposition | Sans opposition |

| Candidats conseiller #5 | Vote            | %               |
| ----------------------- | --------------- | --------------- |
| Daniel Dodier (Sortant) | Sans opposition | Sans opposition |

| Candidats conseiller #6 | Vote            | %               |
| ----------------------- | --------------- | --------------- |
| Mario Carrier (Sortant) | Sans opposition | Sans opposition |

## Ulverton
| J. Pierre Bordua (Sortant d'un autre poste) | 171 | 69,80 |
| Maurice Richard (Sortant d'un autre poste)  | 74  | 30,20 |
| Taux de participation : 64,9 %              |     |       |

| Candidats conseiller #1 | Vote            | %               |
| ----------------------- | --------------- | --------------- |
| Jacques Poliquin        | Sans opposition | Sans opposition |

| Candidats conseiller #2 | Vote | %     |
| ----------------------- | ---- | ----- |
| France Bouthillette     | 192  | 78,69 |
| Jaap John De Langen     | 52   | 21,31 |

| Candidats conseiller #3   | Vote            | %               |
| ------------------------- | --------------- | --------------- |
| Robert Bélanger (Sortant) | Sans opposition | Sans opposition |

| Candidats conseiller #4 | Vote            | %               |
| ----------------------- | --------------- | --------------- |
| Carl Arcand (Sortant)   | Sans opposition | Sans opposition |

| Candidats conseiller #5   | Vote            | %               |
| ------------------------- | --------------- | --------------- |
| Claude Lefebvre (Sortant) | Sans opposition | Sans opposition |

| Candidats conseiller #6 | Vote            | %               |
| ----------------------- | --------------- | --------------- |
| Mark Cross (Sortant)    | Sans opposition | Sans opposition |

## Val-Joli
| Rolland Camiré (Sortant)       | 301 | 60,32 |
| Laurent Tremblay               | 198 | 39,68 |
| Taux de participation : 38,0 % |     |       |

| Candidats conseiller #1 | Vote            | %               |
| ----------------------- | --------------- | --------------- |
| Sylvain Côté (Sortant)  | Sans opposition | Sans opposition |

| Candidats conseiller #2  | Vote            | %               |
| ------------------------ | --------------- | --------------- |
| Philippe Verly (Sortant) | Sans opposition | Sans opposition |

| Candidats conseiller #3 | Vote            | %               |
| ----------------------- | --------------- | --------------- |
| Gilles Perron (Sortant) | Sans opposition | Sans opposition |

| Candidats conseiller #4 | Vote            | %               |
| ----------------------- | --------------- | --------------- |
| Raymond Côté (Sortant)  | Sans opposition | Sans opposition |

| Candidats conseiller #5 | Vote            | %               |
| ----------------------- | --------------- | --------------- |
| Lise Larochelle         | Sans opposition | Sans opposition |

| Candidats conseiller #6   | Vote            | %               |
| ------------------------- | --------------- | --------------- |
| Josiane Perron (Sortante) | Sans opposition | Sans opposition |

## Valcourt (municipalité de canton)
| Candidats pour la mairie    | Vote            | %               |
| --------------------------- | --------------- | --------------- |
| Patrice Desmarais (Sortant) | Sans opposition | Sans opposition |

| Candidats conseiller #1     | Vote            | %               |
| --------------------------- | --------------- | --------------- |
| Réjean Duchesneau (Sortant) | Sans opposition | Sans opposition |

| Candidats conseiller #2 | Vote            | %               |
| ----------------------- | --------------- | --------------- |
| Mario Gagné (Sortant)   | Sans opposition | Sans opposition |

| Candidats conseiller #3 | Vote            | %               |
| ----------------------- | --------------- | --------------- |
| Gilles Alain (Sortant)  | Sans opposition | Sans opposition |

| Candidats conseiller #4     | Vote            | %               |
| --------------------------- | --------------- | --------------- |
| Gaétane Lafrance (Sortante) | Sans opposition | Sans opposition |

| Candidats conseiller #5       | Vote            | %               |
| ----------------------------- | --------------- | --------------- |
| Bertrand Bombardier (Sortant) | Sans opposition | Sans opposition |

| Candidats conseiller #6     | Vote            | %               |
| --------------------------- | --------------- | --------------- |
| Michel Daigneault (Sortant) | Sans opposition | Sans opposition |

## Valcourt (ville)
| Renald Chênevert (Sortant)     | 404 | 54,16 |
| Daniel Lacroix                 | 342 | 45,84 |
| Taux de participation : 44.1 % |     |       |

| Candidats conseiller #1     | Vote            | %               |
| --------------------------- | --------------- | --------------- |
| Jacques Blanchard (Sortant) | Sans opposition | Sans opposition |

| Candidats conseiller #2 | Vote            | %               |
| ----------------------- | --------------- | --------------- |
| Vicky Bombardier        | Sans opposition | Sans opposition |

| Candidats conseiller #3   | Vote            | %               |
| ------------------------- | --------------- | --------------- |
| Pierre Tétrault (Sortant) | Sans opposition | Sans opposition |

| Candidats conseiller #4 | Vote            | %               |
| ----------------------- | --------------- | --------------- |
| Jimmy Royer             | Sans opposition | Sans opposition |

| Candidats conseiller #5 | Vote            | %               |
| ----------------------- | --------------- | --------------- |
| Dany St-Amant (Sortant) | Sans opposition | Sans opposition |

| Candidats conseiller #6    | Vote            | %               |
| -------------------------- | --------------- | --------------- |
| Julien Bussières (Sortant) | Sans opposition | Sans opposition |

## Windsor
| Candidats pour la mairie | Vote            | %               |
| ------------------------ | --------------- | --------------- |
| Sylvie Bureau (Sortante) | Sans opposition | Sans opposition |

| Candidats conseiller #1      | Vote            | %               |
| ---------------------------- | --------------- | --------------- |
| Ana Rosa Mariscal (Sortante) | Sans opposition | Sans opposition |

| Candidats conseiller #2 | Vote | %     |
| ----------------------- | ---- | ----- |
| Mario Leclerc (Sortant) | 948  | 71,66 |
| René Goulet             | 375  | 28,34 |

| Candidats conseiller #3   | Vote | %     |
| ------------------------- | ---- | ----- |
| Daniel Pelletier          | 821  | 61,87 |
| Hervé Vallières (Sortant) | 506  | 38,13 |

| Candidats conseiller #4    | Vote            | %               |
| -------------------------- | --------------- | --------------- |
| Solange Richard (Sortante) | Sans opposition | Sans opposition |

| Candidats conseiller #5    | Vote            | %               |
| -------------------------- | --------------- | --------------- |
| Gaétan Graveline (Sortant) | Sans opposition | Sans opposition |

| Candidats conseiller #6 | Vote            | %               |
| ----------------------- | --------------- | --------------- |
| Alain Beaudin (Sortant) | Sans opposition | Sans opposition |